# Campiglossa aliniana
Campiglossa aliniana este o specie de muște din genul Campiglossa, familia Tephritidae. A fost descrisă pentru prima dată de Erich Martin Hering în anul 1937. Conform Catalogue of Life specia Campiglossa aliniana nu are subspecii cunoscute.